# Серђо Бертони
Серђо Бертони (23. септембар 1915. – 15. фебруар 1995) био је италијански фудбалски менаџер и играч, који је играо на позицији нападача. Са италијанском репрезентацијом освојио је фудбалски турнир на Летњим олимпијским играма 1936. и Светско првенство у фудбалу 1938.
Рођен у Пизи, Бертони је током своје клупске каријере играо за Пиза Калчо (1935–1938) и Ђенову (1938–1946).
Бертони је одиграо шест утакмица за репрезентацију Италије између 1936. и 1940. године и постигао један гол. Освојио је златну медаљу на Летњим олимпијским играма 1936. и на Светском првенству у фудбалу 1938. године. Са Алфредом Фонијем, Пјетром Равом и Угом Локателијем, један је од само четири италијанска играча који су освојили оба турнира.
После Другог светског рата, Бертони је тренирао Специју у сезонама 1950–51, 1955–56, 1956–57 и 1961–62. Умро је у 79. години.